# Dune du Perroquet
La dune du Perroquet est l'un des sites naturels remarquables du littoral des Hauts-de-France, typique des dunes de Flandres, et caractérisée par des pannes dunaires, et un ensemble caractéristique de milieux créés et entretenus par la dynamique dunaire de Flandre maritime. 
Elle fait partie d'un ensemble comprenant d'ouest en est, les dunes de Leffrinckoucke, la dune de Ghyvelde, la dune Marchand et la dune du Perroquet, susceptibles d'être attaquées lors des tempêtes.

## Localisation et superficie
Ce site constitue un ensemble de 250 hectares de dunes d'un seul tenant se terminant par la réserve naturelle d'État du Westhoek (340 ha à La Panne en Belgique) .
Le site est situé sur la commune de Bray-Dunes dans le département du Nord.

## Histoire
Auparavant, la dune était un site saunier gaulois mais est à présent le lieu de nombreuses promenades et randonnées. La dune accueille également des actions pour une éducation à l'environnement.

## Écologie

### Faune
Ce site abrite une grande diversité faunistique avec notamment la présence de 70 espèces d'oiseaux nicheurs ainsi que plusieurs espèces d'amphibiens remarquables.

### Flore
La flore est très diversifiée avec plus de 350 espèces végétales dont certaines spécifiques à un type de milieu donné.

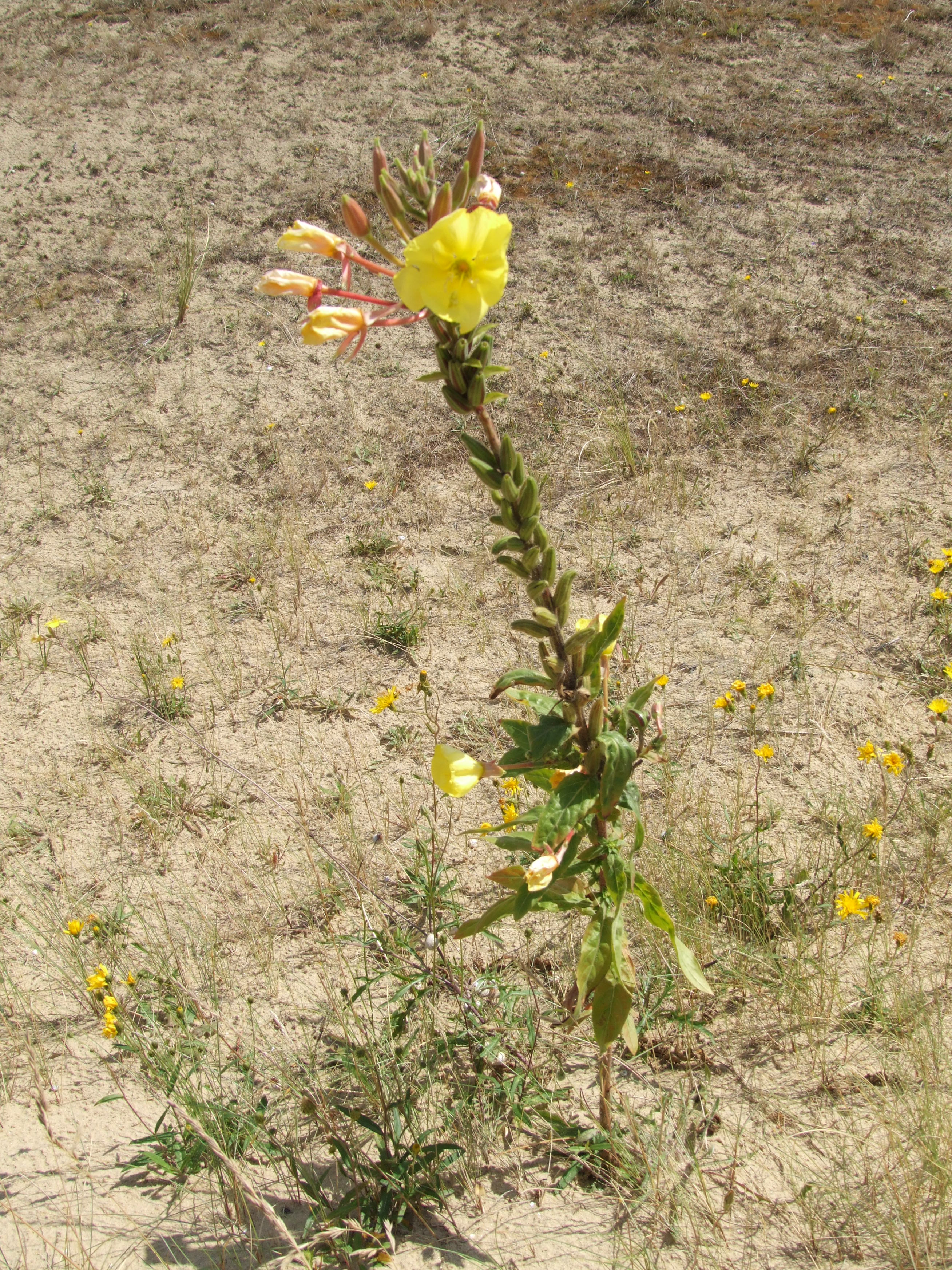
Oenothera glazioviana, sur la Dune du Perroquet, à Bray-Dunes.
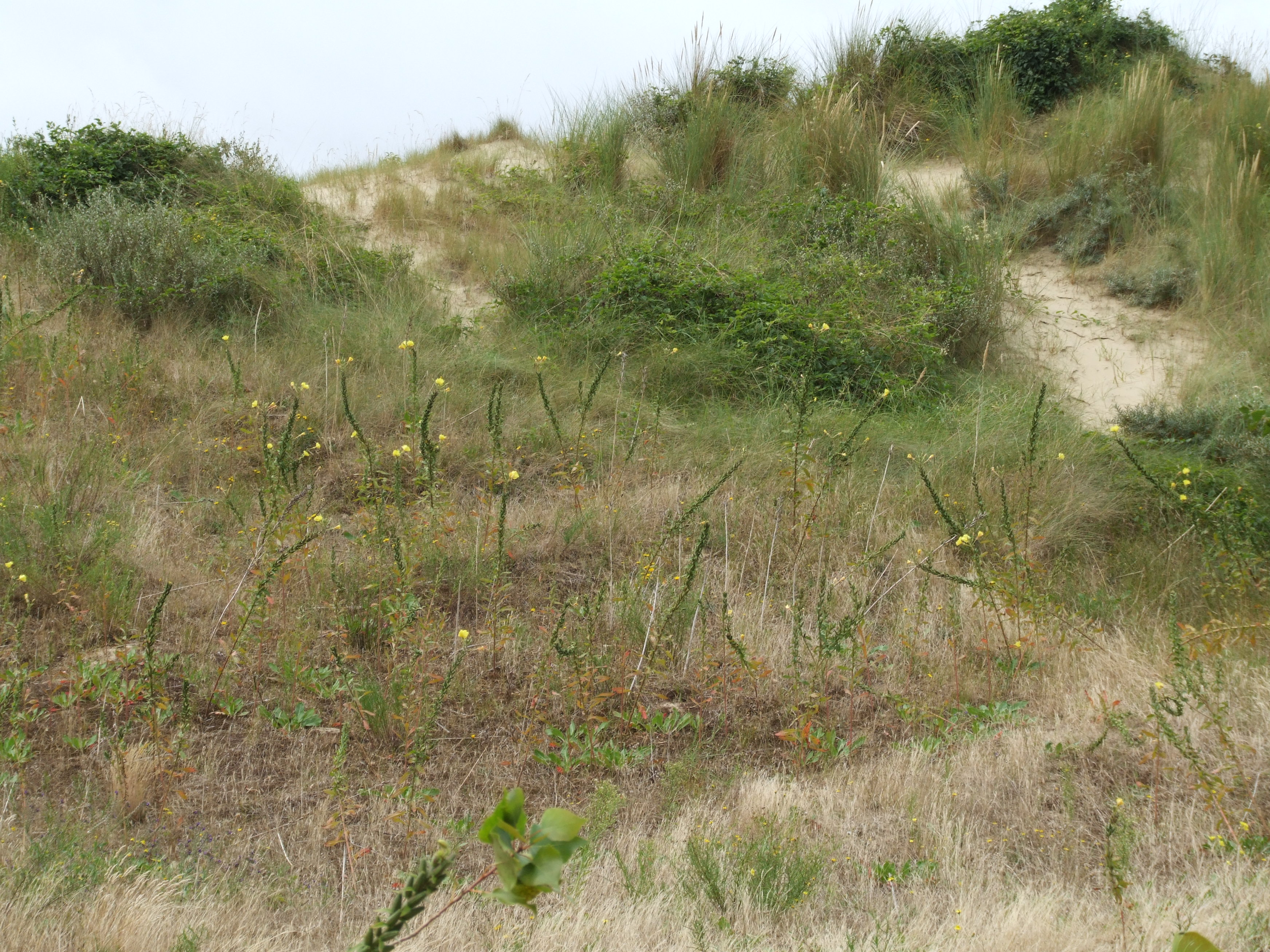
l'Onagre à sépales striés de rouge, sur la Dune du Perroquet, à Bray-Dunes.

## Administration
Le site appartient au Conservatoire du littoral et est géré par le conseil général du Nord, via sa direction de l'Environnement.
Les organismes susceptibles d'organiser des visites ou des animations sur le site sont la Ferme Nord - Maison des gardes à Zuydcoote et les offices du tourisme de Bray-Dunes et Dunkerque.